# Allison Wagner
Allison Wagner (21 luglio 1977) è un'ex nuotatrice statunitense.
Specializzata nei misti, ha vinto la medaglia d'argento nei 400 m misti ai Giochi olimpici di Atlanta 1996.

## Palmarès
- Giochi olimpici

Atlanta 1996: argento nei 400m misti.
- Mondiali

Roma 1994: argento nei 200m misti e nei 400m misti.
- Mondiali in vasca corta

Palma di Maiorca 1993: oro nei 200m misti e argento nei 400m misti.
- Giochi PanPacifici

Kobe 1993: oro nei 200m misti e argento nei 400m misti.
Atlanta 1995: argento nei 400m misti.

## Riconoscimenti
- American Swimmer of the Year: 1994